# Володин, Пётр Александрович
Пётр Алекса́ндрович Воло́дин (27 июня 1915, Сатка — 6 февраля 2007, Москва) — советский лыжник, выступал на всесоюзном уровне в конце 1930-х — середине 1950-х годов. Многократный чемпион и призёр первенств Советского Союза, на соревнованиях представлял Свердловск и Москву, спортивные общества «Металлург Востока» и ЦДКА. Также известен как преподаватель ВВИА им. проф. Н. Е. Жуковского.
Мастер спорта СССР (1941). Заслуженный мастер спорта СССР (1950).

## Биография
Родился 27 июня 1915 года в городе Сатка Челябинской губернии.
Окончив среднюю школу, с 1936 года проходил срочную службу в рядах Красной армии, служил сапёром в сухопутных войсках Уральского военного округа. В армии начал серьёзно заниматься лыжными гонками. После демобилизации в 1938 году стал студентом Свердловского машиностроительного института и вошёл в состав сборной команды центрального совета добровольного спортивного общества «Металлург Востока».
Первого серьёзного успеха на всесоюзном уровне добился в сезоне 1939 года, когда выступил на чемпионате СССР в Свердловске и одержал победу в программе эстафеты 4 × 10 км. Однако из-за начавшейся Великой Отечественной войны вынужден был прервать спортивную карьеру, в 1941 году поступил в Военно-воздушную инженерную академию имени Н. Е. Жуковского, где три месяца занимался обслуживанием авиационной техники в истребительном авиационном полку, который участвовал в обороне Ленинграда. Успешно окончил академию, продолжил службу инженером в авиации Московского военного округа. Во время войны в 1943 году выступил на чемпионате СССР по лыжным гонкам, вновь стал чемпионом страны в эстафете и одержал победу в беге патрулей на 20 км.
В 1945 году Володин вернулся в ВВИА им. проф. Н. Е. Жуковского, занимал должность начальника лаборатории на кафедре боеприпасов, проводил исследования по воздействию специальных боеприпасов на броню авиационной техники. В 1946 году в составе сборной ЦДКА стал вторым в двадцатикилометровой гонке в Свердловске, затем выиграл чемпионат СССР 1947 года в гонке на 18 км, а также получил бронзовую медаль в гонке на 50 км. Год спустя на аналогичных соревнованиях представлял сборную Советской Армии и в очередной раз стал чемпионом в эстафете 4 × 10 км. На первенстве 1949 года был третьим на восемнадцати километрах, вторым на пятидесяти километрах и первым в беге патрулей на 30 км. В 1950 году на чемпионате СССР в Златоусте одержал победу сразу в трёх дисциплинах: в гонке на 18 км, эстафете и беге патрулей. При этом в гонках на 30 и 50 км стал бронзовым призёром. За эти выдающиеся достижения по итогам сезона удостоен почётного звания «Заслуженный мастер спорта СССР» по лыжному спорту.
Впоследствии Пётр Володин ещё в течение нескольких лет оставался действующим спортсменом. Так, на всесоюзном первенстве 1951 года он завоевал золотые медали в гонках на 18 и 50 км, а также в эстафете. На чемпионате следующего сезона добавил в послужной список награды золотого достоинства, выигранные на пятидесятикилометровой дистанции и в беге патрулей. Через год на всесоюзных соревнованиях в Свердловске был третьим в беге патрулей на 30 км. Последний раз показал сколько-нибудь значимый результат на всесоюзном уровне в сезоне 1954 года, когда на чемпионате СССР в Златоусте выиграл серебряную медаль в беге патрулей. В общей сложности за свою долгую спортивную карьеру 15 раз становился чемпионом страны в разных лыжных дисциплинах.
После завершения карьеры спортсмена в период 1961—1970 годов занимал должность начальника первого курса ВВИА им. проф. Н. Е. Жуковского. Являлся полковником авиации в отставке. Награждён орденом Красного Знамени, орденом Отечественной войны II степени, имеет среди наград 16 медалей.
Умер 6 февраля 2007 года в Москве. Похоронен на Красногорском кладбище, участок № 18.